# Морозовские озёра
Моро́зовские озёра — группа небольших, в основном мелководных, озёр (около 20, общей протяжённостью в широтном направлении около 15 км) на Карельском перешейке, соединённых между собой протоками, к северу от Мичуринского озера. Включает озёра Морозовское, Посадское, Тучково, Полноводное и Долгое. Немного западнее расположено большое Журавлёвское озеро. 
Морозовские озёра в прошлом являлись цельным водоёмом, который по прошествии времени обмелел и разделился.
Глубина большинства Морозовских озёр менее 6,5 метров, лишь 3 озера имеют глубину от 12 до 17 метров.